# Cerneda
Cerneda (llamada oficialmente San Salvador de Cerneda) es una parroquia y localidad española del municipio de Abegondo, en la provincia de La Coruña, Galicia.

## Organización territorial
La parroquia está formada por cinco entidades de población, constando una de ellas en el nomenclátor del Instituto Nacional de Estadística español:
- A Fonte
- Calva (A Calva)
- Casas Grandes (As Casas Grandes)
- Cerneda*
- Garabatos
- O Choupín

## Demografía

### Parroquia
| Gráfica de evolución demográfica de Cerneda (parroquia) entre 2000 y 2018 |
|                                                                           |
| Datos según el nomenclátor publicado por el INE.                          |

### Localidad
| Gráfica de evolución demográfica de Cerneda (localidad) entre 1999 y 2018 |
|                                                                           |
| Datos según el nomenclátor publicado por el INE.                          |